# Leptostylus illitus
Leptostylus illitus là một loài bọ cánh cứng trong họ Cerambycidae.